# Open de Franche Comté 1999
L'Open de Franche Comté 1999 è stato un torneo di tennis facente parte della categoria ATP Challenger Series nell'ambito dell'ATP Challenger Series 1999. Il torneo si è giocato a Besançon in Francia dall'8 al 14 marzo 1999 su campi in cemento indoor.

## Vincitori

### Singolare
Ivan Ljubičić ha battuto in finale  Lionel Roux con il punteggio di 6–4, 6–2

### Doppio
Juan Ignacio Carrasco /  Jairo Velasco, Jr. hanno battuto in finale  Martín García /  Cristiano Testa con il punteggio di 6–1, 7–6